# Landschaftsschutzgebiet Enkenberg

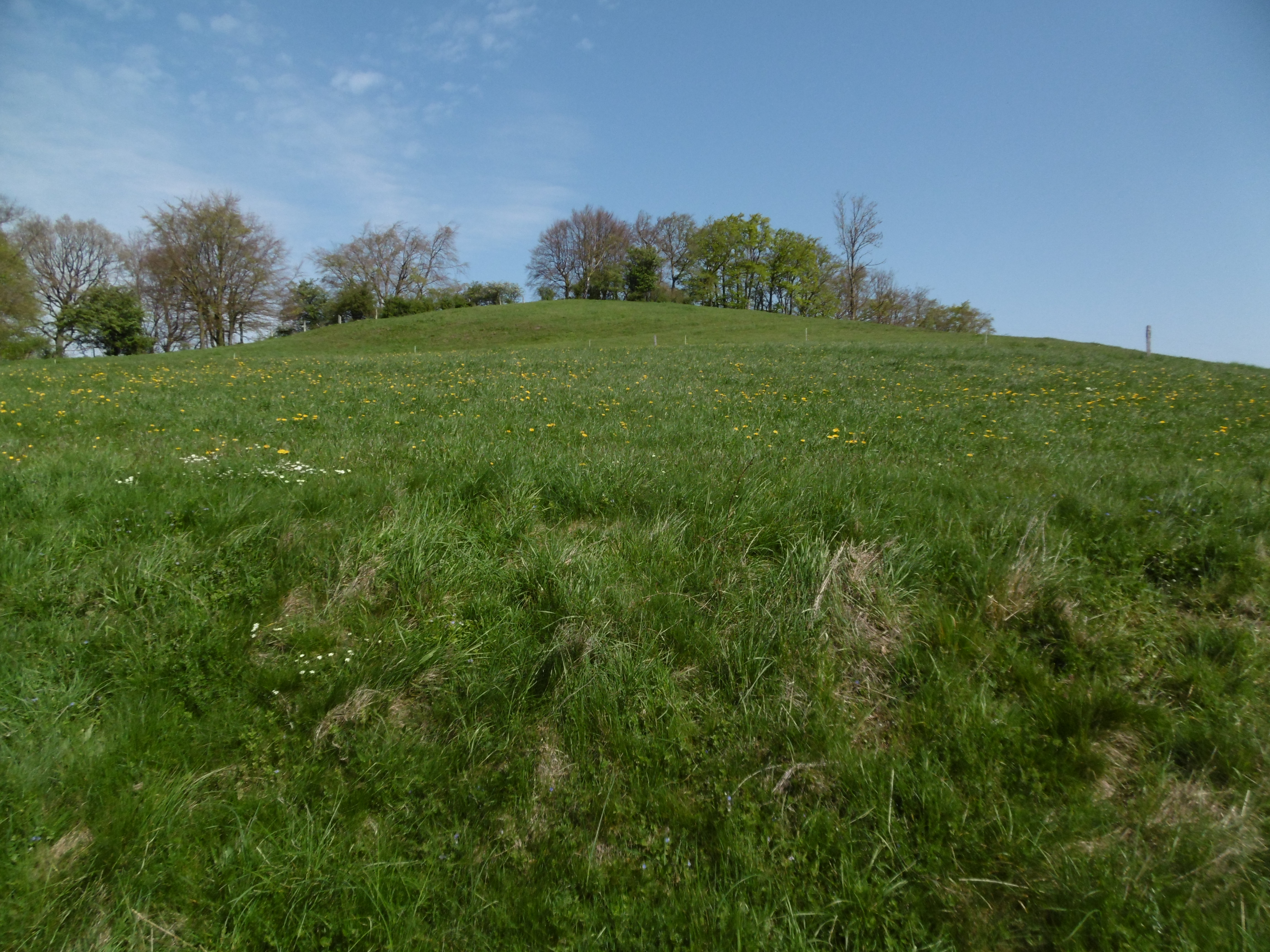
Bergkuppe vom Enkenberg im Landschaftsschutzgebiet Enkenberg von Süden

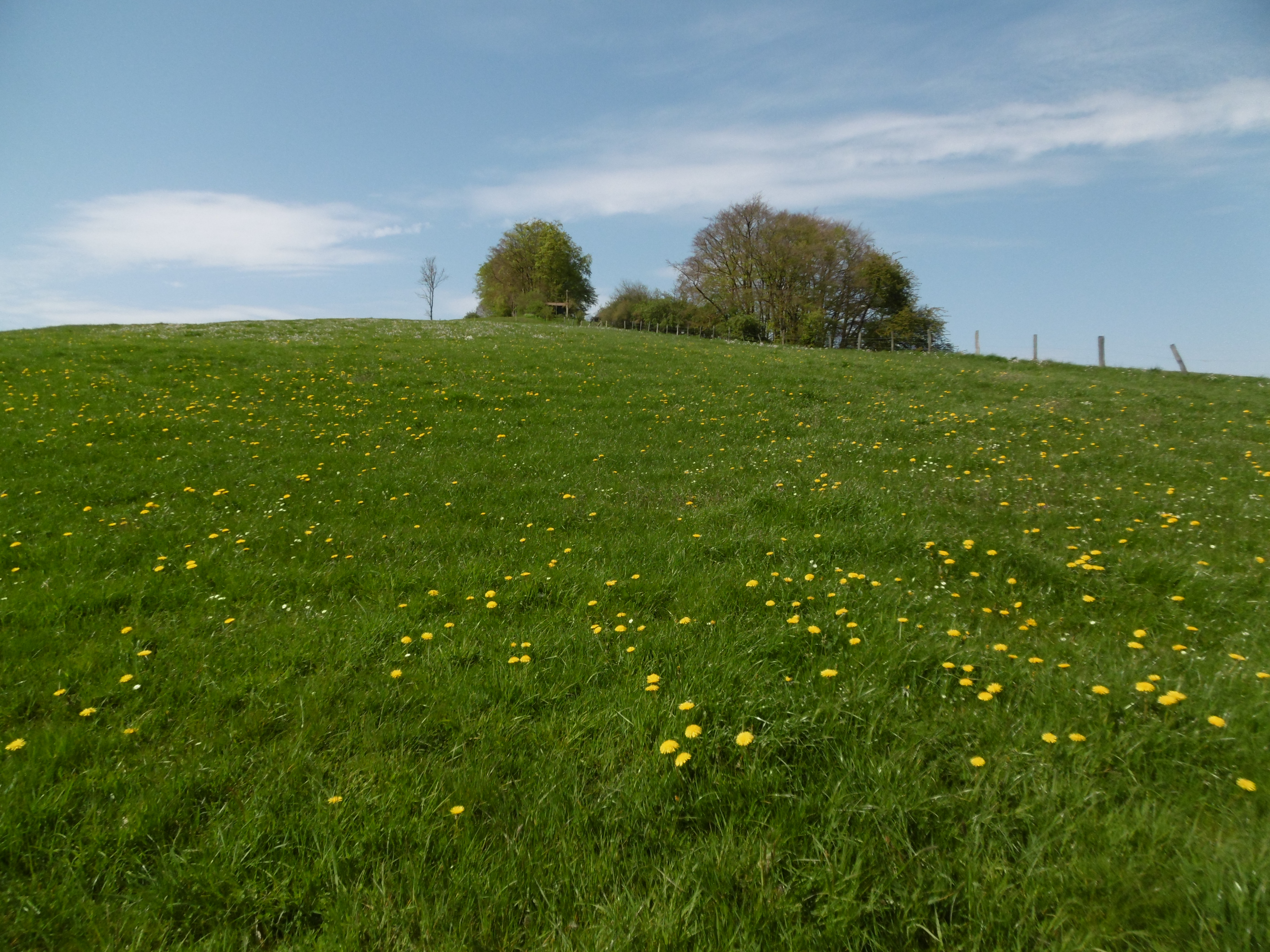
Bergkuppe vom Enkenberg von Osten

Das Landschaftsschutzgebiet Enkenberg ein 48,1 ha großes Landschaftsschutzgebiet (LSG) nordwestlich von Beringhausen im Stadtgebiet von Marsberg. Das Gebiet wurde 2002 mit dem Landschaftsplan Hoppecketal durch den Kreistag des Hochsauerlandkreises ausgewiesen. Ein LSG-Bereich um den Enkenberggipfel wurde 2004 eine Teilfläche des Fauna-Flora-Habitat-Gebietes (FFH) Gewässersystem Diemel und Hoppecke (Natura 2000-Nr. DE-4617-302) im Europäischen Schutzgebietssystem nach Natura 2000 mit 588 ha Größe. Westlich grenzt direkt das Naturschutzgebiet Brandiger Berg an. Das LSG gehört seit 2023 teilweise zum Vogelschutzgebiet Diemel- und Hoppecketal mit angrenzenden Wäldern.

## Beschreibung
Beim Landschaftsschutzgebiet Enkenberg handelt es sich um Grünland.

## Schutzzweck
Die Ausweisung erfolgte zur Erhaltung, Ergänzung und Optimierung eines Grünlandbiotop-Verbundsystems in den Talauen und den Magergrünland-Gesellschaften in den Naturschutzgebieten, damit Tiere und Pflanzen Wanderungs- und Ausbreitungsmöglichkeiten behalten, und dem Erhalt der Vorkommen geschützter Vogelarten sowie dem Schutz artenreicher Pflanzengesellschaften.

## Besondere Schutzmaßnahmen
Im NSG kaufte die Nordrhein-Westfalen-Stiftung Naturschutz, Heimat- und Kulturpflege 1990 im Landschaftsschutzgebiet Enkenberg, direkt ans Naturschutzgebiet Brandiger Berg angrenzend, Grünland an. Dieses Grünland wird vom Verein für Natur- und Vogelschutz im Hochsauerlandkreis (VNV) betreut und mit vereinseigenem Roten Höhenvieh beweidet. Seit 2004 gehört dieser Bereich zum FFH-Gebiet Gewässersystem Diemel und Hoppecke.

## Rechtliche Rahmen
Das Landschaftsschutzgebiet Enkenberg wurde als eines von 38 Landschaftsschutzgebieten vom Typ C im Stadtgebiet von Marsberg ausgewiesen. Im Stadtgebiet Marsberg gibt es auch vier Landschaftsschutzgebiete vom LSG Typ A, Allgemeiner Landschaftsschutz, wo unter anderem das Errichten von Bauten verboten ist. Ferner 25 Landschaftsschutzgebiete vom LSG Typ B, Ortsrandlagen und Landschaftscharakter, wo zusätzlich Erstaufforstungen und auch die Neuanlage von Weihnachtsbaumkulturen, Schmuckreisig- und Baumschulkulturen verboten sind. Wie in den anderen 37 Landschaftsschutzgebieten vom Typ C im Landschaftsplangebiet Marsberg besteht im LSG zusätzlich ein Umwandlungsverbot von Grünland und Grünlandbrachen in Acker oder andere Nutzungsformen. Eine maximal zweijährige Ackernutzung innerhalb von zwölf Jahren ist erlaubt, falls damit die Erneuerung der Grasnarbe vorbereitet wird. Dies gilt als erweiterter Pflegeumbruch. Beim erweiterten Pflegeumbruch muss ein Mindestabstand von 5 m vom Mittelwasserbett eingehalten werden.